# 11895 Dehant
11895 Dehant este o planetă minoră (asteroid), cu un diametru de 4,033 km, din centura de asteroizi. A fost descoperită pe 8 aprilie 1991 la Observatorul European Austral de Eric Walter Elst și a fost numită după Veronique Dehant⁠(d). 
Obiectul prezintă o orbită caracterizată de o semiaxă mare de 2,358438 UAi, o excentricitate de 0,0949, o înclinație de 6,89036 ° în raport cu ecliptica.